# Rajd Portugalii 1979
Rajd Portugalii 1979 (13. Rallye de Portugal – Vinho do Porto) – 13. Rajd Portugalii rozgrywany w Portugalii w dniach 6–11 marca. Była to trzecia runda Rajdowych Mistrzostw Świata w roku 1979. Rajd został rozegrany na szutrze i asfalcie. Bazą rajdu było miasto Estoril.

## Wyniki końcowe rajdu[1]
| Etap            | OS | Godzina | Nazwa             | Długość  | Zwycięzca                     | Czas  | Śred. pręd. | Lider rajdu      |
| --------------- | -- | ------- | ----------------- | -------- | ----------------------------- | ----- | ----------- | ---------------- |
| 1 (7–8 marca)   | 1  | 10:15   | Lagoa Azul 1      | 5,00 km  | Bernard Darniche              | 2:35  | 116,13 km/h | Bernard Darniche |
| 1 (7–8 marca)   | 2  | 10:30   | Peninha 1         | 6,50 km  | Bernard Darniche              | 4:08  | 94,35 km/h  | Bernard Darniche |
| 1 (7–8 marca)   | 3  | 12:37   | Montejunto        | 8,00 km  | Hannu Mikkola                 | 4:54  | 97,96 km/h  | Bernard Darniche |
| 1 (7–8 marca)   | 4  | 14:22   | Sao Pedro de Moel | 7,50 km  | Bernard Darniche              | 3:48  | 118,42 km/h | Bernard Darniche |
| 1 (7–8 marca)   | 5  | 18:45   | Figueira da Foz   | 9,00 km  | Bernard Darniche              | 4:33  | 118,68 km/h | Bernard Darniche |
| 1 (7–8 marca)   | 6  | 20:13   | Relvas – Lousa    | 21,00 km | Bernard Darniche              | 16:15 | 77,54 km/h  | Bernard Darniche |
| 1 (7–8 marca)   | 7  | 20:54   | Candosa 1         | 6,50 km  | Bernard Darniche              | 5:04  | 76,97 km/h  | Bernard Darniche |
| 1 (7–8 marca)   | 8  | 21:34   | Fajao – Arganil 1 | 45,40 km | Hannu Mikkola                 | 35:20 | 77,26 km/h  | Hannu Mikkola    |
| 1 (7–8 marca)   | 9  | 0:30    | Candosa 2         | 6,50 km  | Hannu Mikkola                 | 5:19  | 73,35 km/h  | Hannu Mikkola    |
| 1 (7–8 marca)   | 10 | 1:10    | Fajao – Arganil 2 | 45,40 km | Hannu Mikkola                 | 35:11 | 77,69 km/h  | Hannu Mikkola    |
| 1 (7–8 marca)   | 11 | 3:44    | Viseu 1           | 26,50 km | Hannu Mikkola Björn Waldegård | 18:07 | 87,76 km/h  | Hannu Mikkola    |
| 1 (7–8 marca)   | 12 | 5:05    | Freita            | 24,50 km | Björn Waldegård               | 18:48 | 78,19 km/h  | Hannu Mikkola    |
|                 |    |         |                   |          |                               |       |             | Hannu Mikkola    |
| 2 (8 marca)     | 13 | 17:49   | Ponte de Lima 1   | 22,00 km | Hannu Mikkola                 | 16:37 | 79,44 km/h  | Hannu Mikkola    |
| 2 (8 marca)     | 14 | 19:06   | Sao Lourenco 1    | 27,00 km | Hannu Mikkola                 | 22:30 | 72,00 km/h  | Hannu Mikkola    |
| 2 (8 marca)     | 15 | 19:53   | Orbacem 1         | 11,50 km | Björn Waldegård               | 8:01  | 86,07 km/h  | Hannu Mikkola    |
| 2 (8 marca)     | 16 | 21:20   | Ponte de Lima 2   | 22,00 km | Jean-Luc Thérier              | 17:30 | 75,43 km/h  | Hannu Mikkola    |
| 2 (8 marca)     | 17 | 22:28   | Sao Lourenco 2    | 27,00 km | Hannu Mikkola                 | 23:49 | 68,02 km/h  | Hannu Mikkola    |
| 2 (8 marca)     | 18 | 23:13   | Orbacem 2         | 11,50 km | Björn Waldegård               | 8:10  | 84,49 km/h  | Hannu Mikkola    |
|                 |    |         |                   |          |                               |       |             | Hannu Mikkola    |
| 3 (9–10 marca)  | 19 | 11:33   | Fafe              | 8,00 km  | Björn Waldegård               | 6:29  | 74,04 km/h  | Hannu Mikkola    |
| 3 (9–10 marca)  | 20 | 11:56   | Cabreira          | 27,00 km | Hannu Mikkola                 | 20:41 | 78,32 km/h  | Hannu Mikkola    |
| 3 (9–10 marca)  | 21 | 13:09   | Senhora da Graca  | 41,50 km | Hannu Mikkola                 | 32:24 | 76,85 km/h  | Hannu Mikkola    |
| 3 (9–10 marca)  | 22 | 14:02   | Marao             | 37,00 km | Hannu Mikkola Björn Waldegård | 29:26 | 75,42 km/h  | Hannu Mikkola    |
| 3 (9–10 marca)  | 23 | 16:00   | Lamego            | 17,50 km | Hannu Mikkola                 | 11:26 | 91,84 km/h  | Hannu Mikkola    |
| 3 (9–10 marca)  | 24 | 17:00   | Moes              | 15,00 km | Björn Waldegård               | 12:37 | 71,33 km/h  | Hannu Mikkola    |
| 3 (9–10 marca)  | 25 | 17:30   | Viseu 2           | 26,50 km | Hannu Mikkola                 | 18:36 | 85,48 km/h  | Hannu Mikkola    |
| 3 (9–10 marca)  | 26 | 22:33   | Vide 1            | 12,00 km | Björn Waldegård               | 8:37  | 83,56 km/h  | Hannu Mikkola    |
| 3 (9–10 marca)  | 27 | 23:11   | Arganil 1         | 43,00 km | Hannu Mikkola                 | 31:00 | 83,23 km/h  | Hannu Mikkola    |
| 3 (9–10 marca)  | 28 | 0:23    | Candosa 3         | 6,50 km  | Björn Waldegård               | 5:28  | 71,34 km/h  | Hannu Mikkola    |
| 3 (9–10 marca)  | 29 | 1:02    | Lousa 1           | 10,50 km | Björn Waldegård               | 8:29  | 74,26 km/h  | Hannu Mikkola    |
| 3 (9–10 marca)  | 30 | 2:57    | Vide 2            | 12,00 km | Björn Waldegård               | 8:48  | 81,82 km/h  | Hannu Mikkola    |
| 3 (9–10 marca)  | 31 | 3:35    | Arganil 2         | 43,00 km | Hannu Mikkola                 | 31:56 | 80,79 km/h  | Hannu Mikkola    |
| 3 (9–10 marca)  | 32 | 4:47    | Candosa 4         | 6,50 km  | Hannu Mikkola                 | 5:27  | 71,56 km/h  | Hannu Mikkola    |
| 3 (9–10 marca)  | 33 | 5:26    | Lousa 2           | 10,50 km | Hannu Mikkola                 | 8:44  | 72,14 km/h  | Hannu Mikkola    |
|                 |    |         |                   |          |                               |       |             | Hannu Mikkola    |
| 4 (10–11 marca) | 34 | 22:15   | Lagoa Azul 2      | 5,00 km  | Björn Waldegård               | 2:37  | 114,65 km/h | Hannu Mikkola    |
| 4 (10–11 marca) | 35 | 22:28   | Peninha 2         | 6,50 km  | Björn Waldegård               | 4:26  | 87,97 km/h  | Hannu Mikkola    |
| 4 (10–11 marca) | 36 | 22:46   | Sintra 1          | 10,50 km | Björn Waldegård               | 7:45  | 81,29 km/h  | Hannu Mikkola    |
| 4 (10–11 marca) | 37 | 0:09    | Lagoa Azul 3      | 5,00 km  | Björn Waldegård               | 2:43  | 110,43 km/h | Hannu Mikkola    |
| 4 (10–11 marca) | 38 | 0:22    | Peninha 3         | 6,50 km  | Björn Waldegård               | 4:19  | 90,35 km/h  | Hannu Mikkola    |
| 4 (10–11 marca) | 39 | 0:40    | Sintra 2          | 10,50 km | Björn Waldegård               | 7:47  | 80,94 km/h  | Hannu Mikkola    |
| 4 (10–11 marca) | 40 | 2:03    | Lagoa Azul 4      | 5,00 km  | Hannu Mikkola                 | 2:41  | 111,80 km/h | Hannu Mikkola    |
| 4 (10–11 marca) | 41 | 2:16    | Peninha 4         | 6,50 km  | Björn Waldegård               | 4:17  | 91,05 km/h  | Hannu Mikkola    |
| 4 (10–11 marca) | 42 | 2:34    | Sintra 3          | 10,50 km | Hannu Mikkola                 | 7:43  | 81,64 km/h  | Hannu Mikkola    |
| 4 (10–11 marca) | 43 | 3:57    | Lagoa Azul 5      | 5,00 km  | Björn Waldegård               | 2:38  | 113,92 km/h | Hannu Mikkola    |
| 4 (10–11 marca) | 44 | 4:10    | Peninha 5         | 6,50 km  | Björn Waldegård               | 4:19  | 90,35 km/h  | Hannu Mikkola    |
| 4 (10–11 marca) | 45 | 4:28    | Sintra 4          | 10,50 km | Björn Waldegård               | 7:42  | 81,82 km/h  | Hannu Mikkola    |

## Wyniki końcowe rajdu[2]
| Msc. | Kierowca           | Pilot             | Samochód             | Czas     | Strata   | Grupa |
| ---- | ------------------ | ----------------- | -------------------- | -------- | -------- | ----- |
| 1    | Hannu Mikkola      | Arne Hertz        | Ford Escort RS1800   | 9:13,52  | 0,0      | 4     |
| 2.   | Björn Waldegård    | Hans Thorszelius  | Ford Escort RS1800   | 9:16,36  | +2,44    | 4     |
| 3.   | Ove Andersson      | Henry Liddon      | Toyota Celica 2000GT | 9:35,00  | +21,08   | 2     |
| 4.   | Andy Dawson        | Martin Holmes     | Datsun 160J          | 10:01,37 | +47,45   | 2     |
| 5.   | Carlos Torres      | Pedro de Almeida  | Ford Escort RS2000   | 10:05,49 | +51,57   | 1     |
| 6.   | Harald Demuth      | Arwed Fischer     | Audi 80 GLE          | 10:06,37 | +52,45   | 4     |
| 7.   | Freddy Kottulinsky | Michael Schwägerl | Audi 80 GLE          | 10:52,38 | +1:38,46 | 4     |
| 8.   | Joaquim Santos     | Albino Tristão    | Opel Kadett GT/E     | 11:32,10 | +2:18,18 | 2     |
| 9.   | Jorge Ortigão      | Joaquim Bessa     | Opel Ascona SR       | 11:44,58 | +2:31,06 | 2     |
| 10.  | Marques Baptista   | Isabel Baptista   | Opel Ascona SR       | 11:58,12 | +2:44,20 | 1     |

## Wyniki po 3 rundach
Wyniki podają tylko pięć pierwszych miejsc.

### Klasyfikacja producentów
| Lp. | Producent | Pkt. |
| --- | --------- | ---- |
| 1   | Ford      | 50   |
| 2   | Fiat      | 26   |
| 3   | Datsun    | 22   |
| 3   | Opel      | 22   |
| 5   | Lancia    | 18   |
| 5   | Saab      | 18   |

### Klasyfikacja kierowców
| Lp. | Producent        | Pkt. |
| --- | ---------------- | ---- |
| 1   | Björn Waldegård  | 45   |
| 2   | Hannu Mikkola    | 36   |
| 3   | Markku Alén      | 22   |
| 4   | Bernard Darniche | 20   |
| 4   | Stig Blomqvist   | 20   |